# Anton Burger
Anton Burger (19. november 1911 i Neunkirchen, Østrig – 25. december 1991) var en nazistisk krigsforbryder. Han havde rang som Sturmbannführer SS.
I 1942 blev Burger af Adolf Eichmann, sendt til Bruxelles i Belgien, med henblik på at koordinere indsatsen med deportation af belgiske, hollandske og franske jøder.
Burger blev senere sendt til Saloniki i Grækenland af Eichman med samme formål. Han var kommandant i koncentrationslejren Theresienstadt mellem 1943 og 1944. Han gik efter krigen i skjul under et falsk navn og hans identitet blev ikke afsløret før 1994, tre år efter hans død.